# Bernardo Rabello
Bernardo Rabello (Rio de Janeiro, 4 de julho de 1995) é um modelo e personal trainer, conhecido por ser o primeiro homem trans a participar do concurso de beleza Mister Brasil CNB.

## Biografia
Bernardo Rabello nasceu no Rio de Janeiro, em 4 de julho de 1995, filho de uma psicóloga e de um militar. Ele é licenciado em educação física e personal trainer de profissão. Ele também trabalha como modelo para as agências Base MGT, em São Paulo, e para a 40 Graus Models, em sua cidade natal. Em 2005, mudou-se com a família para o bairro de Resende.
Em 2019, competiu no Mister Rio de Janeiro, e dois anos depois, em 2021, conquistou o título de Mister Brasil Trans, representando a cidade do Rio de Janeiro. Rabello renunciou a um dos prêmios, uma mastectomia, pois quer ser pai e amamentar seus filhos.
Em 2025, participou do concurso de beleza Mister Brasil CNB, representando o Sul Fluminense. Ele enfrentou 28 competidores entre os dias 2 e 6 de abril na Praia de Camboriú, mas não conquistou o título.

## Vida pessoal
Aos 22 anos, Rabello se assumiu lésbica. Ele iniciou a transição de gênero com terapia hormonal em 2017.
Manteve relacionamento com a fonoaudióloga Michelle Dantas.